# Fernão de Ornelas
Fernão Manuel de Ornelas Gonçalves ComC (São Pedro, Funchal, 14 de junho de 1908 - Lisboa, 24 de maio de 1978) foi um político português, que se destacou pelas obras de modernização da cidade do Funchal, enquanto presidente da referida Câmara Municipal.
Ao longo da sua vida, foi condecorado como Oficial da Ordem do Cruzeiro do Sul e com a Comenda da Ordem Militar de Cristo. Postumamente, em 2008, recebeu a Medalha de Honra da Cidade, em homenagem ao seu contributo no desenvolvimento urbano do Funchal.

## Biografia
Fernão Manuel de Ornelas Gonçalves nasceu na freguesia de São Pedro, Funchal, a 14 de junho de 1908, sendo o segundo dos cinco filhos de Fernão de Sousa Gonçalves e de Gabriela de Ornelas Gonçalves. Era casado com Maria Madalena de Araújo.
Estudou no Liceu do Funchal e, posteriormente, matriculou-se na Faculdade de Direito de Lisboa, onde se licenciou em julho de 1931 com altas classificações. Exerceu durante algum tempo advocacia. A 12 de janeiro de 1935 foi nomeado presidente da Câmara Municipal do Funchal, tendo permanecido nesse cargo durante doze anos. Durante esse período, em que presidiu à Câmara, foi responsável pela realização de uma obra notável de modernização da cidade do Funchal.
Em 1946 foi nomeado para mais um mandato de quatro anos à frente da Câmara Municipal do Funchal, porém, como consequência de desentendimentos com o governador da altura, acabou por ser afastado da autarquia. Após a sua saída, Fernão de Ornelas deixou a sua cidade e foi viver para Lisboa, onde viria a falecer a 24 de maio de 1978.